# Verna B. Carleton
Verna B. Carleton (* 5. Februar 1914 in New Hampshire; † 28. Mai 1967 in New York) war eine amerikanische Journalistin und Schriftstellerin. Sie gehörte zu den Künstlerkreisen in Paris und im Zweiten Weltkrieg in Mexiko-Stadt und arbeitete vor allem eng mit Gisèle Freund zusammen.

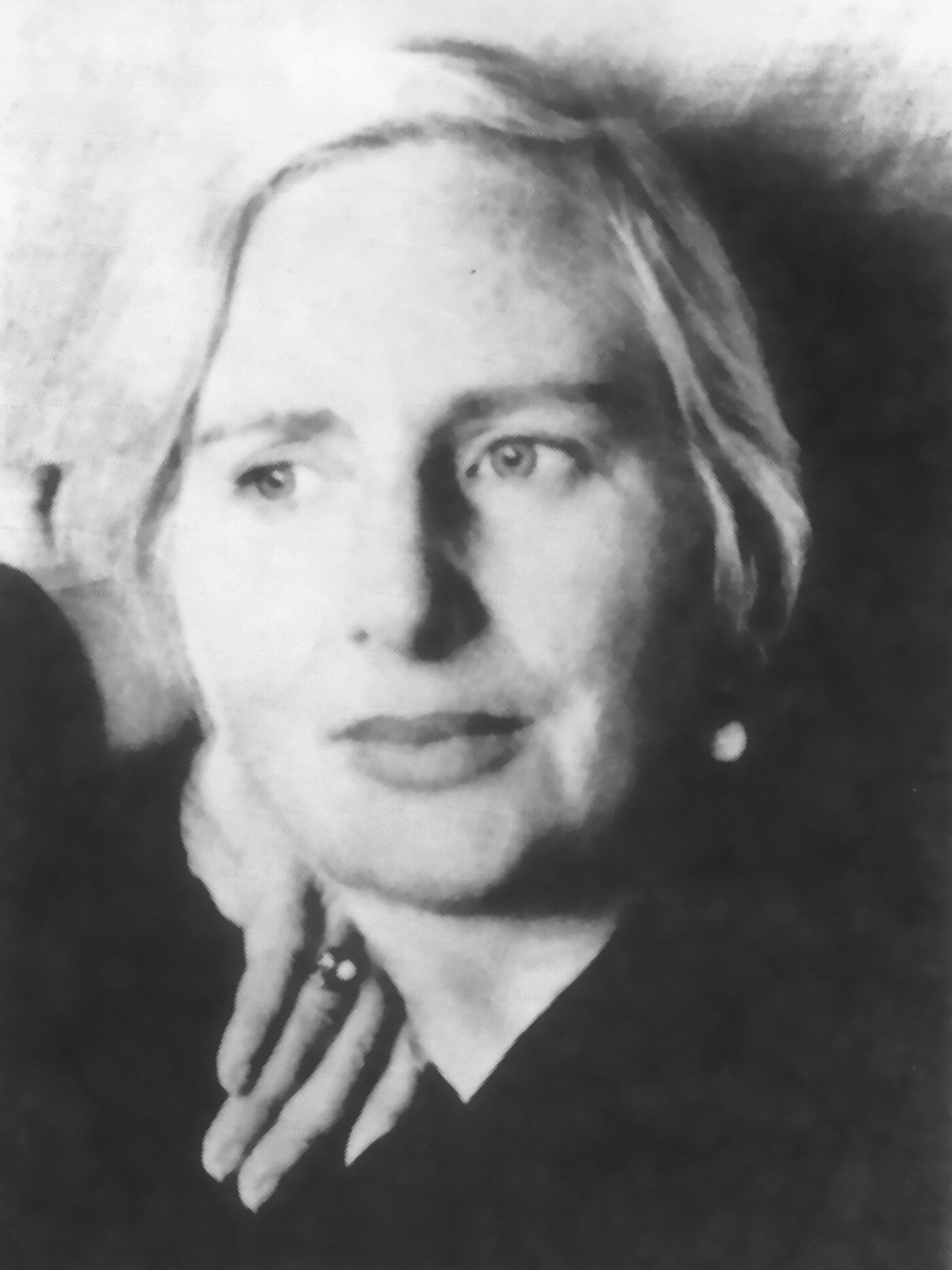
Verna B. Carleton (1961)

## Leben
Verna B. Carleton wurde als Tochter einer Engländerin und eines deutschstämmigen Vaters namens von Kessler in den USA geboren. Der Vater ließ die Familie früh im Stich, und ihre Mutter zog mit ihr nach New York. Verna verzieh es dem Vater nicht, dass er sie verlassen hatte, und so unterschrieb sie nur noch mit den Nachnamen ihrer Mutter als Verna Breed. Als sie eines Tages am noblen Carlton Hotel vorbeilief, beschloss sie, seinen Namen nie wieder in den Mund zu nehmen, und nannte sich fortan Verna B. Carleton. Mit 19 Jahren lernte sie ihren Ehemann kennen, den mexikanischen Arzt Ignacio Millan, der gerade seine Ausbildung am Memorial Cancer Research Center, New York City, abschloss, während er sich durch Orgelspiel in der Radio City Music Hall über Wasser hielt. Sie begegneten sich zum ersten Mal in Marion Greenwoods Studio, wo Carletons Porträt gemalt wurde. Nach drei Monaten heirateten sie, mit Diego Rivera und Frida Kahlo als Trauzeugen. Auch Leo Trotzki zählte zu den engen Freunden.
So gelangte Carleton nach Mexiko und in die dortigen Künstlerkreise. Sie engagierte sich für die in Mexiko lebenden Exilanten des Zweiten Weltkriegs, auch Anna Seghers und Egon Erwin Kisch gehörten zu ihren regelmäßigen Gästen. Für The Saturday Evening Post, The New Yorker und Collier’s Weekly schrieb sie Artikel über Mexiko.
Als junge Frau reiste Carleton nach Europa und fand in Paris eine Wahlheimat, wo sie mit Sylvia Beach und vielen Persönlichkeiten des literarischen Lebens verkehrte. Bis zu ihrem Tod war sie eine enge Vertraute Gisèle Freunds, ihr „Darling Vee“. Sie gaben gemeinsam das Buch James Joyce in Paris (1965) heraus, für das Simone de Beauvoir das Vorwort verfasste, und reisten 1957 gemeinsam nach Deutschland – Carleton hatte Gisèle Freund dazu ermutigt, sich nach dem Zweiten Weltkrieg ihrer deutschen Heimat zu stellen. Auf dieser Reise entstanden nicht nur die berühmten Berlin-Fotos von Gisèle Freund, auch Verna B. Carletons Debütroman Back to Berlin. An Exile Returns (dt. „Zurück in Berlin“) fußt auf dem Berlin-Besuch der beiden Frauen.
Der Roman erschien erstmals 1959 bei dem amerikanischen Verlag Little, Brown and Company (Boston/Toronto) und in Deutschland 1962 bei Rütten & Loening (Hamburg). 2014 veranlasste der Aufbau-Verlag eine Neuübersetzung des Werks und gewann die Schriftstellerin und Historikerin Ulrike Draesner als Herausgeberin. Der Verlag machte die Tochter und Erbin ausfindig, sicherte sich so die Weltrechte an dem Buch und regte eine spanische und eine niederländische Übersetzung an. Ulrike Draesner rekonstruierte mit Hilfe der Tochter die Lebensgeschichte der Autorin, über die es bis dahin so gut wie keine zugänglichen Informationen gab und die darüber fast in Vergessenheit geraten wäre.
1965 kehrte Carleton, die inzwischen von ihrem Mann getrennt lebte, nach Mexiko zurück, wo ihre Tochter das zweite Kind erwartete. 1967, als Gisèle Freund gerade damit beschäftigt war, „Vees“ Rückkehr vorzubereiten und ihr die Wohnung der einige Jahre zuvor verstorbenen Sylvia Beach herzurichten, erlag Carleton in New York einem Krebsleiden.

## Werk
- Verna B. Carleton (mit Gisèle Freund): James Joyce in Paris. His final years. Harcourt, Brace & World, New York 1965. Mit einem Nachwort von Simone de Beauvoir.
- Verna B. Carleton: Back to Berlin. An Exile Returns. Little, Brown and Company, Boston/Toronto 1959 (dt. Ausgabe: Zurück in Berlin. Roman. Herausgegeben und mit einem Nachwort von Ulrike Draesner. Aus dem Amerikanischen von Verena von Koskull. Aufbau Verlag, Berlin 2016, ISBN 978-3-351-03642-3, S. 377–395).
- Verna B. Carleton: The Hour of Departure. Heinemann, London/Melbourne, 1963.